# Micrathyria sympriona
Micrathyria sympriona – gatunek ważki z rodziny ważkowatych (Libellulidae).